# Дебдеб
Дебдеб (араб. دبداب‎) — небольшой город и коммуна на востоке Алжира, в вилайете Иллизи. Входит в состав округа Ин-Аменас.

## Географическое положение
Город находится на северо-востоке вилайета, в пределах северной части Сахары, вблизи государственной границы с Ливией, на расстоянии приблизительно 947 километров к юго-востоку от столицы страны Алжира.
Коммуна Дебдеб граничит с коммунами Бордж-Омар-Дрисс и Ин-Аменас, а также с территориями вилайета Уаргла, Ливии и Туниса. Её площадь составляет 31 537 км².

## Климат
Климат города характеризуется как аридный жаркий (BWh в классификации климатов Кёппена). Осадки в течение года практически отсутствуют (среднегодовое количество — 30 мм). Средняя годовая температура составляет 22,3 °C. Средняя температура самого холодного месяца (января) составляет 10,4 °С, самого жаркого месяца (июля) — 32,5 °С..

## Население
По данным официальной переписи 2008 года численность населения коммуны составляла 4341 человек. Доля мужского населения составляла 52,2 %, женского — соответственно 47,8 %. Уровень грамотности населения составлял 71,8 %. Уровень грамотности среди мужчин составлял 79,9 %, среди женщин — 63 %. 4 % жителей Дебдеба имели высшее образование, 13,2 % — среднее образование.

## Транспорт
Через город проходит национальное шоссе N53.